# Mitchelstown
Mitchelstown (irisch Baile Mhistéala) ist eine Landstadt mit 3744 Einwohnern (Stand 2022) im zentralen südlichen Binnenland der Republik Irland.

## Der Ort

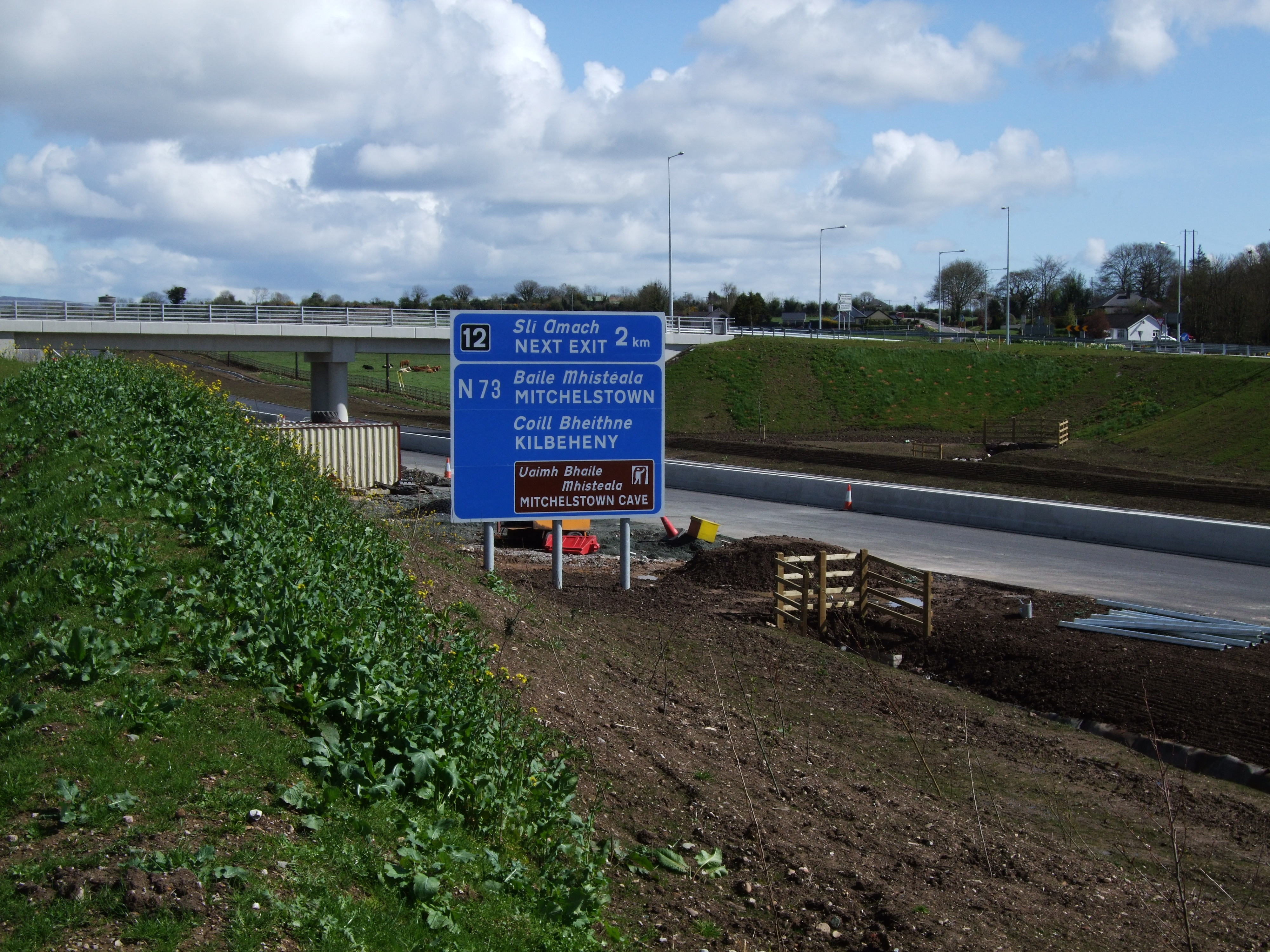
M8 bei Mitchelstown

Mitchelstown liegt im äußersten Nordosten des Countys Cork, an der Grenze zum County Limerick und nahe am County Tipperary, und ist landwirtschaftlich geprägt. Durch die Lage an der M8/N8 nach Cork sowie durch die Nationalstraße N73 nach Mallow (und im weiteren Verlauf als N72 nach Killarney im County Kerry) ist der Ort verkehrstechnisch gut erschlossen. 
Vom 8. bis zum 18. Jahrhundert gab es einen Rundturm bei Brigown.
Die moderne Stadt wurde zwischen 1775 und 1820 vom Earl of Kingston geplant und gebaut. 1798 baute er das Mitchelstown Castle, das das Windsor Castle zum Vorbild hat. 1922 wurde es während des irischen Bürgerkrieges von den Rebellen angezündet, damit die Regierungstruppen es nicht nutzen konnten. Steine von den Ruinen wurden zum Aus- und Umbau weiterer Gebäude des Klosters Mount Melleray benutzt.

## Persönlichkeiten
- John Dunne (1845–1919), römisch-katholischer Geistlicher und Bischof von Bathurst
- Kevin Roche (1922–2019), US-amerikanischer Architekt; wuchs in Mitchelstown auf
- William Trevor (1928–2016), Schriftsteller